# Marcel Kint

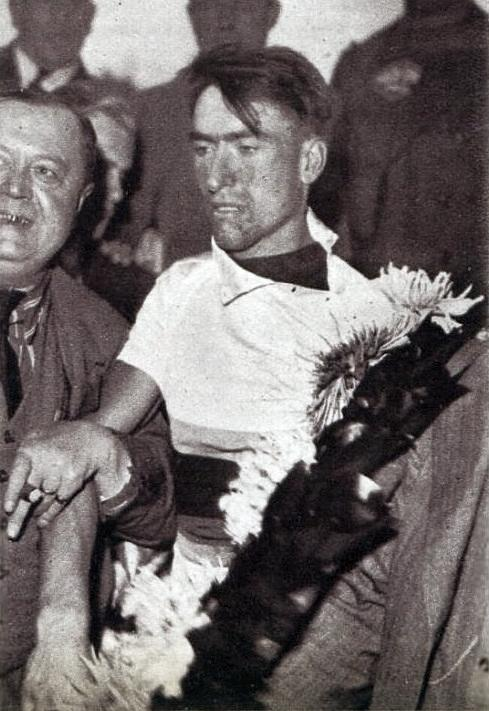
Marcel Kint met de regenboogtrui van WK 1938

Marcel Kint (Zwevegem, 20 september 1914 – Kortrijk, 23 maart 2002) was een Belgisch wielrenner die vele grote wedstrijden op zijn naam wist te schrijven. Zijn bijnaam luidde De Zwarte Arend. 
Kint werd - ongewild - de langst regerende wereldkampioen wielrennen want na zijn overwinning op het WK in 1938 in Valkenburg werd, vanwege de Tweede Wereldoorlog, jarenlang geen nieuw wereldkampioenschap meer betwist. Tot zijn overwinningen behoren onder meer diverse klassiekers en ritten in de Ronde van Frankrijk.
In de finale van het eerste naoorlogse wereldkampioenschap wielrennen te Zürich, lag Kint samen met thuisrijder Hans Knecht op kop, toen een Zwitserse supporter Kint opzettelijk hinderde en ten val bracht. Knecht, die een mindere spurt dan Kint bezat, werd zo wereldkampioen voor eigen volk. Kint behaalde uiteindelijk zilver.
In zijn thuisbasis Zwevegem is een wielerwedstrijd naar hem genoemd: de GP Marcel Kint.

## Belangrijkste overwinningen
1936
- Antwerpen-Gent-Antwerpen
- 19e etappe Deel 1 Tour de France

1938
- 15e etappe Tour de France
- 16e etappe Tour de France
- 18e etappe Tour de France
- Wereldkampioenschap op de weg
- Parijs-Brussel

1939
- Antwerpen-Gent-Antwerpen
- 8e etappe Deel 1 Tour de France
- 18e etappe Deel 2 Tour de France
- Belgisch nationaal kampioenschap
- G.P. Stad Zottegem

1943
- Waalse Pijl
- Parijs-Roubaix

1944
- Nokere Koerse
- Waalse Pijl

1945
- Waalse Pijl

1949
- Gent-Wevelgem

## Resultaten in voornaamste wedstrijden
| Jaar | Ronde van Italië | Ronde van Frankrijk | Ronde van Spanje |
| ---- | ---------------- | ------------------- | ---------------- |
| 1936 |                  | 9e (1)              |                  |
| 1937 |                  |                     |                  |
| 1938 |                  | 9e (3)              |                  |
| 1939 |                  | 34e (2)             |                  |
| 1943 |                  |                     |                  |
| 1944 |                  |                     |                  |
| 1945 |                  |                     |                  |
| 1946 |                  |                     |                  |
| 1948 |                  |                     |                  |
| 1949 |                  | opgave              |                  |
| 1950 |                  |                     |                  |
| 1951 | opgave           |                     |                  |

| Jaar | Milaan-San Remo | Gent-Wevelgem | Ronde van Vlaanderen | Parijs-Roubaix | Luik-Bast.‑Luik | Waalse Pijl | Parijs-Brussel |  | WK op de weg |
| ---- | --------------- | ------------- | -------------------- | -------------- | --------------- | ----------- | -------------- |  | ------------ |
| 1936 |                 |               |                      |                |                 |             |                |  |              |
| 1937 |                 |               |                      | 14e            |                 | ↑           |                |  |              |
| 1938 |                 |               | ↑                    |                | Zilver          |             | Goud           |  | ↑            |
| 1939 |                 |               | 11e                  | ↑              |                 |             | 5e             |  |              |
| 1943 |                 |               | 5e                   | ↑              |                 | ↑           |                |  |              |
| 1944 |                 |               | 9e                   |                |                 | ↑           |                |  |              |
| 1945 |                 |               |                      |                |                 | Goud        |                |  |              |
| 1946 |                 |               | 9e                   | 10e            |                 |             |                |  | ↑            |
| 1948 | 15e             |               |                      |                | 28e             |             | 8e             |  |              |
| 1949 |                 | Goud          |                      | 60e            |                 | 20e         |                |  |              |
| 1950 |                 |               |                      | 10e            |                 |             | 9e             |  |              |
| 1951 |                 |               |                      | 50e            | 9e              | 7e          | 23e            |  |              |

## Ploegen
- 1935 - Securitas-La Nordiste
- 1935 - Mercier-Hutchinson-A.Leducq
- 1936 - Mercier-Hutchinson-A.Leducq
- 1937 - Fr. Pélissier
- 1937 - Mercier-Hutchinson-A.Leducq
- 1938 - Fr. Pélissier
- 1938 - Mercier-Hutchinson-A.Leducq
- 1939 - F. Pelissier
- 1939 - Mercier-Hutchinson-A.Leducq
- 1940 - Mercier-Hutchinson
- 1942 - Mercier-Hutchinson
- 1943 - Mercier-Hutchinson
- 1944 - Mercier-Hutchinson
- 1945 - Mercier-Hutchinson
- 1946 - Mercier-Hutchinson
- 1947 - Mercier-Hutchinson
- 1948 - Mercier-Hutchinson
- 1949 - Mercier-Hutchinson
- 1950 - Mercier-Hutchinson
- 1950 - Girardengo
- 1951 - Mercier-Hutchinson
- 1951 - Girardengo